# Россия на «Детском Евровидении — 2008»
Россия участвовала в 2008 году в конкурсе песни «Детское Евровидение» в 4-й раз — страну представил Михаил Пунтов с песней «Спит ангел».

## Исполнитель
Михаил Пунтов родился 23 декабря 1994 году в городе Красный Сулин Ростовской области. В 2008 году попал в коллектив «Волшебники двора», где выступал и Влад Крутских, который в 2005 году представлял Россию на Детском Евровидении. В настоящее время выступает в группе «Герои».

## Перед Детским Евровидением

### Национальный отбор
2 марта 2008 года ВГТРК объявило о проведении национального отбора на Детское Евровидение и открыло приём заявок до 20 апреля 2008 года. Профессиональное жюри отобрало 20 заявок для участия в финале национального отбора.
Финал национального отбора был назначен 1 июня 2008 года в ГЦКЗ «Россия». Ведущими отбора стали Оксана Фёдорова и Оскар Кучера.
В жюри вошли:
- Геннадий Гохштейн — продюсер отдела развлекательных программ канала Россия.
- Артур Гаспарян — музыкальный критик.
- Геннадий Гладков — российский музыкант.
- Юрий Энтин — автор детских песен.

В интервал-актах выступили сёстры Толмачёвы, Влад Крутских, Александра Головченко и Мария Пестунова.
| Исполнитель                | Песня                        | Баллы (проценты) | Место |
| -------------------------- | ---------------------------- | ---------------- | ----- |
| Группа «Робинзон»          | Солнце                       | 3,21             | 15    |
| Махтим Байор               | Песня одинокого филина       | 6,93             | 4     |
| Группа «Домисолька»        | Цветик-семицветик            | 2,70             | 16    |
| Михаил Пунтов              | Спит ангел                   | 10,81            | 1     |
| Мария Ковылова             | Ангелы                       | 7,21             | 3     |
| Анастасия Гаврилина        | Косы                         | 5,64             | 11    |
| Группа «Вейко»             | Вейко-ко                     | 3,41             | 14    |
| Давид Казарян              | Порадуемся солнцу            | 6,49             | 5     |
| Алексей Васильев           | Супергерой                   | 2,57             | 17    |
| Дуэт «Подружки»            | Моя Земля                    | 5,71             | 10    |
| Илья Алтухов               | Стоп, машина                 | 6,37             | 6     |
| Дуэт «Плюс и минус»        | Математик                    | 1,04             | 20    |
| Иван Горозник              | Станцуй мне самбу            | 2,07             | 18    |
| Анастасия Щенина           | Южный ветер                  | 5,51             | 12    |
| Олеся Полещук              | Весняночка                   | 5,86             | 8     |
| Екатерина Сергунина        | Танцуй со мной Rock and roll | 5,77             | 9     |
| Елизавета и Дарья Лемешёвы | Бабуля                       | 1,17             | 19    |
| Группа «Киндер-сюрприз»    | Ох, уж эта школа             | 7,38             | 2     |
| Снежана Хороля             | Салехард                     | 4,46             | 13    |
| Андрей Чобидько            | Я рисую                      | 5,88             | 7     |

Победу в национальном отборе одержал Михаил Пунтов с песней «Спит ангел».

## На Детском Евровидении
Телеканал Россия показал финал конкурса в прямом эфире из Кипра города Лимасол. Комментатором была Ольга Шелест, а результаты зрительского голосования от России объявляла Сарина Урман.
Михаил Пунтов выступил под 4-м номером после Беларуси и перед Грецией и занял 7-е место с 73 баллами.

## Голосование
| Голоса за российского исполнителя | Голоса за российского исполнителя |
| --------------------------------- | --------------------------------- |
| Оценка                            | Страны                            |
| 12                                | Европейский Вещательный Союз      |
| 12                                | Беларусь                          |
| 10                                | Армения, Латвия                   |
| 8                                 | Литва                             |
| 7                                 | Украина                           |
| 6                                 | Мальта                            |
| 5                                 | Грузия                            |
| 4                                 | Кипр                              |
| 3                                 | Греция                            |
| 2                                 | Болгария, Сербия                  |
| 1                                 | Нидерланды, Македония             |

| Голоса российских телезрителей | Голоса российских телезрителей |
| ------------------------------ | ------------------------------ |
| Оценка                         | Страна                         |
| 12                             | Грузия                         |
| 10                             | Беларусь                       |
| 8                              | Украина                        |
| 7                              | Литва                          |
| 6                              | Армения                        |
| 5                              | Мальта                         |
| 4                              | Македония                      |
| 3                              | Сербия                         |
| 2                              | Румыния                        |
| 1                              | Бельгия                        |